# GSC1864-1364
GSC1864-1364 — хімічно пекулярна зоря спектрального класу A0, що має видиму зоряну величину в смузі V приблизно 11,9.